# Lopidea cuneata
Lopidea cuneata är en insektsart som beskrevs av Van Duzee 1910. Lopidea cuneata ingår i släktet Lopidea och familjen ängsskinnbaggar. Inga underarter finns listade i Catalogue of Life.